# Klaus Peters (Politiker)
Klaus Peters (* 26. Oktober 1950 in Bremen; † 17. Dezember 2023) war ein bremischer Politiker (CDU) und Abgeordneter der Bremischen Bürgerschaft.

## Biografie

### Ausbildung und Beruf
Nach dem Ablegen des Realschulabschlusses folgte ein Aufbaustudium an der Universität Bremen mit dessen Abschluss Klaus Peters die fachbezogene Hochschulreife erlangte. Peters absolvierte eine Lehre als Maschinenschlosser und legte die Meisterprüfung zum Maschinenbaumeister ab. Er war Baustellenleiter bei der Montage von Fertigungsstraßen und schließlich als Lehrmeister Ausbilder an einer berufsbildenden Schule. Sein Dienstverhältnis als Lehrmeister ruhte nach § 35 Bremisches Abgeordnetengesetz bis zum Ausscheiden aus der Bremischen Bürgerschaft.

### Politik
Für seine Partei war Peters von 1987 bis 1995 Mitglied des Beirats beim Ortsamt Blumenthal, von 1991 bis 1995 als dessen Sprecher.
Klaus Peters wurde am 8. Juni 1995 Mitglied der Bremischen Bürgerschaft. Zum Ende der Wahlperiode 2007 schied er aus. Zuletzt gehörte er den Ausschüssen für Angelegenheiten der Häfen, für Krankenhäuser, dem Petitionsausschuss, dem Rechtsausschuss, dem Haushalts- und Finanzausschuss und dem  Rechnungsprüfungsausschuss sowie dem Landesbeirat für Sport und dem Betriebsausschuss Werkstatt Bremen an. Außerdem war er in den Deputationen für Arbeit und Gesundheit und für Soziales, Jugend, Senioren und Ausländerintegration vertreten.